# Scopula lydia
Scopula lydia är en fjärilsart som beskrevs av Butler 1886. Scopula lydia ingår i släktet Scopula och familjen mätare. Inga underarter finns listade.

## Bildgalleri

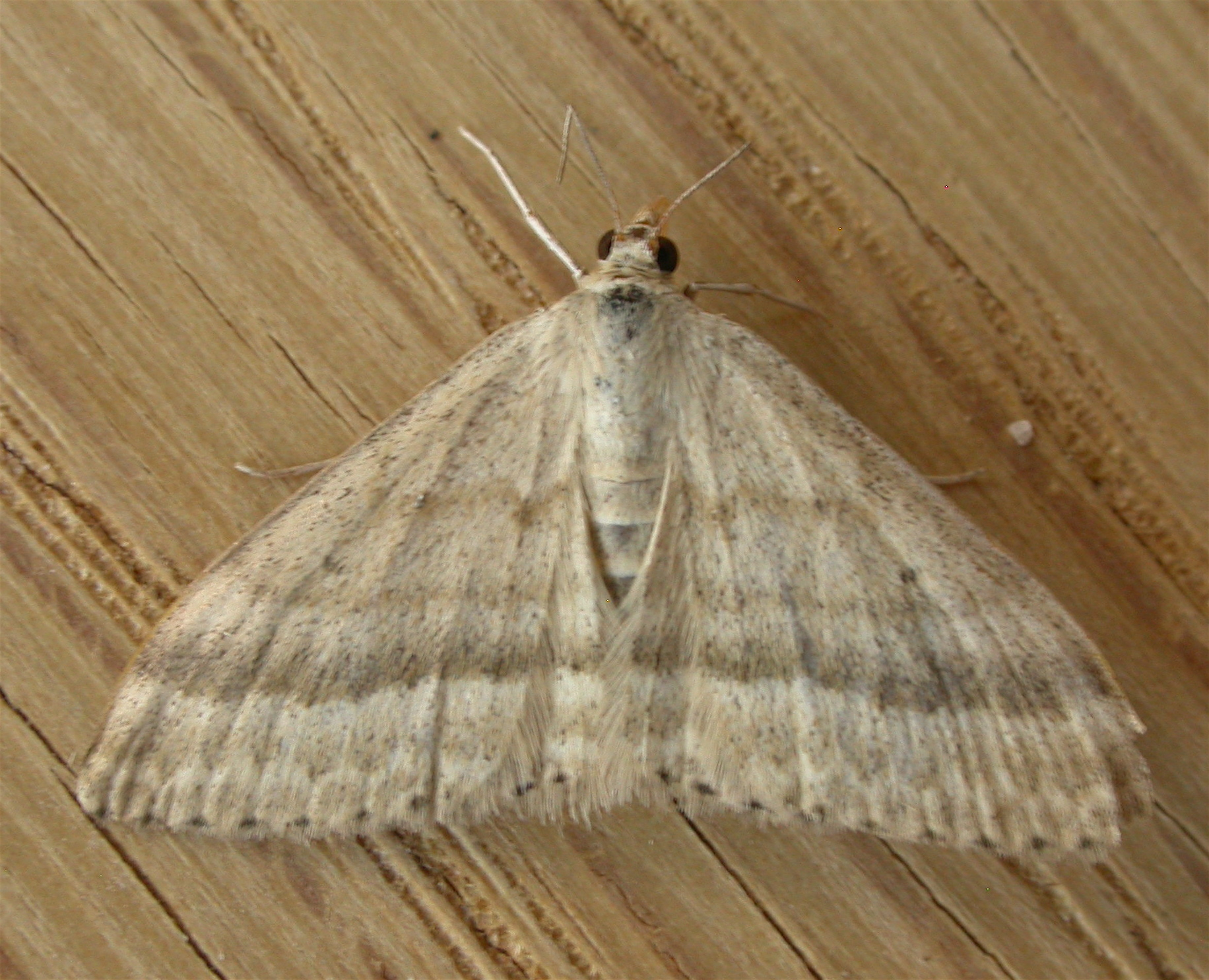